# فردودگاه تکبانده نیس فمیلی
فردودگاه تکبانده نیس فمیلی (به انگلیسی: Nace Family Airstrip) یک فرودگاه خصوصی است که یک باند فرود چمن و خاک دارد و طول باند آن ۳۹۶ متر است. این فرودگاه در شهر گلندل، اورگن کشور ایالات متحده آمریکا قرار دارد و در ارتفاع ۴۷۲ متری از سطح دریا واقع شده‌است.